# Carsten Bang (komiker)
 Der er flere personer med dette navn, se Carsten Bang.
Carsten Bang Jensen (født 12. september 1965 i Jebjerg) er en dansk standupkomiker som flere gange har optrådt på tv. 
Han er ligeledes en yderst brugt skribent og tv-vært, der har været redaktionsmedlem for en lang række danske comedyshows, for eksempel Det' jo løgn og "Nu forstår jeg ingenting på ZTV, og Gintberg Show Off, Vindhætterne og Var det dét? på DR2.

## Karriere
Carsten Bang blev født i Jebjerg og voksede op i Kjellerup. Han er uddannet civiløkonom, men startede sin karriere inden for standup i 1991. Han blev relativt hurtigt hyret fast på Restaurant DIN's, hvor han medvirkede ved DM i stand-up-comedy i 1992, og var året efter dommer ved samme konkurrence.
Carsten Bang har optrådt på standupscenen siden 1991 og kan se tilbage på et karriereforløb, der bl.a. har budt på talrige standupoptrædender samt satireprogrammer i tv og radio. For eksempel har han medvirket i standupturnéen Fem på flugt, Talegaver til børn, Comedy Aid og Grin til Gavn, været redaktør på radiosatiren Tjenesten på P3 og været medforfatter på og medvirket i flere af Jan Gintbergs tv-shows. I 2007 skrev og medvirkede Carsten Bang i teaterforestillingen Gynt på Betty Nansen Teatret, som desuden turnerede i hele Danmark. Carsten Bang har også skrevet teaterforestillingerne Gud'me og Evolution til BaggårdTeatret i Svendborg. Carsten Bang spillede desuden Stig Lommer i musicalen Dirch i 2016.
Carsten Bang har skrevet novellen Drengen der ville være magnetisk, der bl.a. er udgivet i Til dig fra os. Godnathistorier for børn i 2006.
Carsten Bang var vært på det prisvinden game-show 5. Halvleg  der blev sendt 2015-2017 på Kanal 5 og senest mellem 2015 og 2023, været vært på Badabing Show på DR P4 om søndagen, med omkring 800.000 lyttere; uofficiel indehaver af rekorden for største share (den del af radiolytterne, der lytter til et program på et givent tidspunkt) for en public service station.
Carsten Bang optræder også med standup på engelsk, og har i 2004 og 2022 optrådt på Fringe Festival i Edinburgh og i 2013 og 2023 på Lund Comedy Festival.
I 2012 lavede Carsten Bang showet Én, hvor han optrådte med standup i én time, for én publikummer i forbindelse med Zulu Comedy Festival. Showet var til fordel for Red Barnet og er verdens vel nok hurtigst udsolgte stand-up show.
Carsten Bang har været ambassadør for Red Barnet siden 2009, Danmarks mest Velgørende fodboldhold siden 2012 og KidsAid siden 2021.

## Show
- Fem på flugt – 2003
- Har Satan en fætter? – 2007
- BANG! Jeg er død – 2009
- Plukker kameler – 2011
- DYRET! – 2014
- Alter ego – 2017
- Punk! – 2021

## Film
- Regel nr. 1 – 2003
- Villa Paranoia – 2004
- Anja og Viktor – i medgang og modgang - 2008

## Radio
- På Glatis – 1994
- P3 16-18 – 2002
- Strax – 2002
- Flæsk – 2002
- Tjenesten – 2004
- Badabing – 2015, 2018 - 2023